# Èpsilon d'Eridà b
Èpsilon d'Eridà b (ε Eridani b), sovint catalogada com a HD 22049 b, és un planeta extrasolar aproximadament a 10 anys llum en la constel·lació d'Eridà. Orbita l'estrella Èpsilon d'Eridà, convertint-lo en el sistema planetari conegut més proper al sistema solar.

## Descoberta
L'existència del planeta es va sospitar per un equip canadenc liderat per Bruce Campbell i Gordon Walker a principis de la dècada de 1990, però aquestes observacions no van ser suficients perquè fos considerat un descobriment sòlid. El seu descobriment formal va ser anunciat el 7 d'agost de 2000 per un equip liderat per Artie Hatzes. Els descobridors van citar una massa d'1,2 ± 0,33 vegades la de Júpiter, el que significa una distància de 3,4 ua des de l'estrella. Els observadors, entre ells Geoffrey Marcy, va suggerir que es necessitava més informació sobre el comportament del soroll Doppler de l'estrella creat pel seu gran camp magnètic variant abans de poder confirmar el planeta.
En 2006, el Telescopi Espacial Hubble va realitzar mesuraments astromètrics i es va confirmar l'existència del planeta. Aquestes observacions indiquen que el planeta té una massa d'1,5 vegades la de Júpiter i comparteix el mateix pla que el disc de pols exterior observat al voltant de l'estrella. L'òrbita derivada d'aquestes mesures és excèntrica: o bé 0,25 o 0,7.
Mentrestant, el Telescopi Espacial Spitzer va detectar un cinturó d'asteroides a 3 ua des de l'estrella. En 2009 l'equip d'en Brogi va afirmar que l'excentricitat del planeta proposat i aquest cinturó eren incompatibles: el planeta passaria a través del cinturó d'asteroides i ràpidament el netejaria de material.
El planeta i el cinturó interior poden conciliar si el material d'aquest cinturó havia emigrat des del cinturó de cometes exterior (també se sap que existeix).